# 鈍額岩瓷蟹
鈍額岩瓷蟹（学名：Petrolisthes obtusifrons）为瓷蟹科岩瓷蟹屬下的一个种。